# 松平忠利 (三木松平家)
松平 忠利（まつだいら ただとし）は、戦国時代から江戸時代初期の武将・旗本。三木松平家の出身で、松平重忠の次男。通称は九郎右衛門。

## 生涯
天正10年（1582年）、三木松平家の松平重忠（九郎右衛門）の子として生まれる。『寛政重修諸家譜』（以下『寛政譜』）によれば、兄に忠清（与十郎）がいる。重忠は徳川家康に仕え、大番頭を務めていた。
慶長2年（1597年）、16歳にして初めて徳川家康に拝謁し（御目見）。父の知行地のうち500石を分知されて別家を立てた。慶長4年（1599年）より徳川秀忠に附属され、慶長5年（1600年）には第二次上田合戦に従軍した。
なお、慶長5年（1600年）に父が隠居しており、兄の忠清が三木松平家を継いで大番頭を務めた。しかし、慶長6年（1601年）12月に父と兄が相次いで死去した。忠清には継嗣がなく、絶家とされた。
慶長12年（1607年）より3年間、伏見城番の任務を務めた。しかし、慶長14年（1609年）10月16日に伏見在番中の「越度」が咎められ、改易処分を受ける。
この年9月、忠利の上司（大番頭）であった水野忠胤の屋敷で、忠胤の配下の者が口論から刃傷沙汰を起こし、居合わせた松平忠頼（浜松藩主）を殺害するという事件が発生している。水野忠胤の処分決定の上では、この事件にさかのぼって忠胤の伏見在番中に配下の者の統制が不十分であり、京都で番士たちが横暴の振る舞いをしたことなども問題視された。10月16日付で忠頼は切腹を命じられ、組下の者たちにも切腹や改易などの処分が下された。『徳川実紀』には、素行不良が問題視されて改易された5人の番士のうちに「松平九郎左衛門」の名がある。
元和元年（1615年）、大坂の陣において井伊直孝隊に属し、玉造口にて軍功を挙げた。寛永9年（1632年）7月17日に赦免され、幕臣として召し帰された。『徳川実紀』によれば、天海僧正が徳川家光に対して先に勘気を受けた者たちの赦免を要請しており、忠利は対象の一人であった。
のちに大番に列し、寛永11年（1634年）2月26日に蔵米300俵が与えられた。
慶安2年（1649年）1月15日死去、享年68。目白の養国寺に葬られた。養国寺は子孫代々の菩提寺となった。

## 備考
- 父の重忠は徳川家康の木像を彫刻し、長らく屋敷に安置していた。このことを聞いた家康は、木像を持参させてこれを見、自分の死後にはこれを拝するように、と言って重忠に返した[1]。この木像は、兄の家が絶えたために忠利の家に伝わり、のちに養国寺に奉納された[1]（奉納は寛永年間のこととされ[7]、忠利の時代の出来事になる）。家康像は境内に別殿を設けて祀られ、養国寺は「権現様の寺」と呼ばれたという[7]。